# Yasushi Fukunaga
Yasushi Fukunaga (jap. 福永 泰 Fukunaga Yasushi; ur. 6 marca 1973) – japoński piłkarz występujący na pozycji pomocnika.

## Kariera klubowa
Od 1995 do 2003 roku występował w klubach Urawa Reds i Vegalta Sendai.